# Reichenturm

Reichenturm, ca. 1900

Der Reichenturm, obersorbisch Bohata wěža, ist ein Gebäude der ehemaligen Stadtbefestigung von Bautzen. Er befindet sich am östlichen Rand der Altstadt, bildet den Abschluss der Reichenstraße und steht am Kornmarkt, gegenüber der Liebfrauenkirche. Er ist von April bis Oktober geöffnet.

## Baugeschichte
Der Bau des Turms begann alten Quellen zufolge im Jahr 1490. Bis zum Jahr 1492 wurde der heute noch sichtbare untere runde Teil des Turms aus Stein erbaut. Der obere Teil des Turms wurde zu dieser Zeit aus Holz errichtet. Wie auch viele der anderen Türme der Stadt Bautzen war er ein Teil des Ausbaus der inneren Stadtbefestigung im 14./15. Jahrhundert.
1555 wurde am Turm eine Uhrschelle angebracht, die die volle Stunde anzeigte. Im Jahr 1593 wurde der hölzerne Teil des Turms wegen Einsturzgefahr abgetragen und neu aufgebaut. Im gleichen Zuge wurde seitlich des Turms auf der Stadtseite eine Arreststube errichtet. Einer Inschrift im Inneren des Gebäudeteils nach, diente die Arreststube als Gefängnis für Schuldner.
Während der Belagerung der Stadt im Jahr 1620 wurde der Reichenturm durch die sächsischen Truppen mehrfach beschädigt. Am 3. Oktober 1620 wurde der Turm von den Belagerern durch eine Brandkugel entzündet und durch das Feuer bis auf das Mauerwerk in Asche gelegt. Der Wiederaufbau des Reichenturms begann erst im Jahr 1627. Bereits im Mai 1628 konnten die Sparren für den Dachstuhl, am 4. Juli 1628 die Turmkugel auf der Turmspitze und die Fahne aufgesetzt werden. Die zerstörte Uhrschelle konnte aus Kostengründen nicht ersetzt werden.
Bei der Doppelbelagerung durch sächsische und schwedische Truppen 1639 wurde der Turm beim Abzug der Schweden erneut in Brand gesetzt und zerstört. Er blieb infolge 24 Jahre lang als Ruine stehen. Erst ab dem 21. Mai 1663 konnte der Reichenturm wieder aufgebaut werden. Zuvor wurde am 26. April 1663 vom Rat der Stadt ein Aufruf zur Sammlung des zur Wiederherstellung benötigten Kapitals gestartet. In diesem Aufruf wurde insbesondere darauf hingewiesen, dass der Wiederaufbau aufgrund des 1660 eingestürzten Rathausturms mehr als zuvor notwendig wurde. Der Wiederaufbau konnte bereits am 14. Juni 1663 mit Aufsetzen der Turmkugel und der Fahne vollendet werden. Zudem wurde im wieder errichteten Reichenturm die Glocke aus dem Rathaus angebracht, die beim Zusammensturz des Rathausturms nicht beschädigt wurde.
In der Nacht vom 5. auf den 6. Juli 1686 brannte der Reichenturm erneut infolge eines in der Kesselgasse ausgebrochenen Stadtbrandes vollständig aus. Wieder blieb der Turm zehn Jahre als Ruine stehen. Im Sommer 1696 begann der Wiederaufbau mit der Ausbesserung des Mauerwerks. Im Oktober 1696 wurde die Turmspitze vollendet und am 9. November 1696 die Turmkugel und Fahne auf die Turmspitze aufgesetzt.

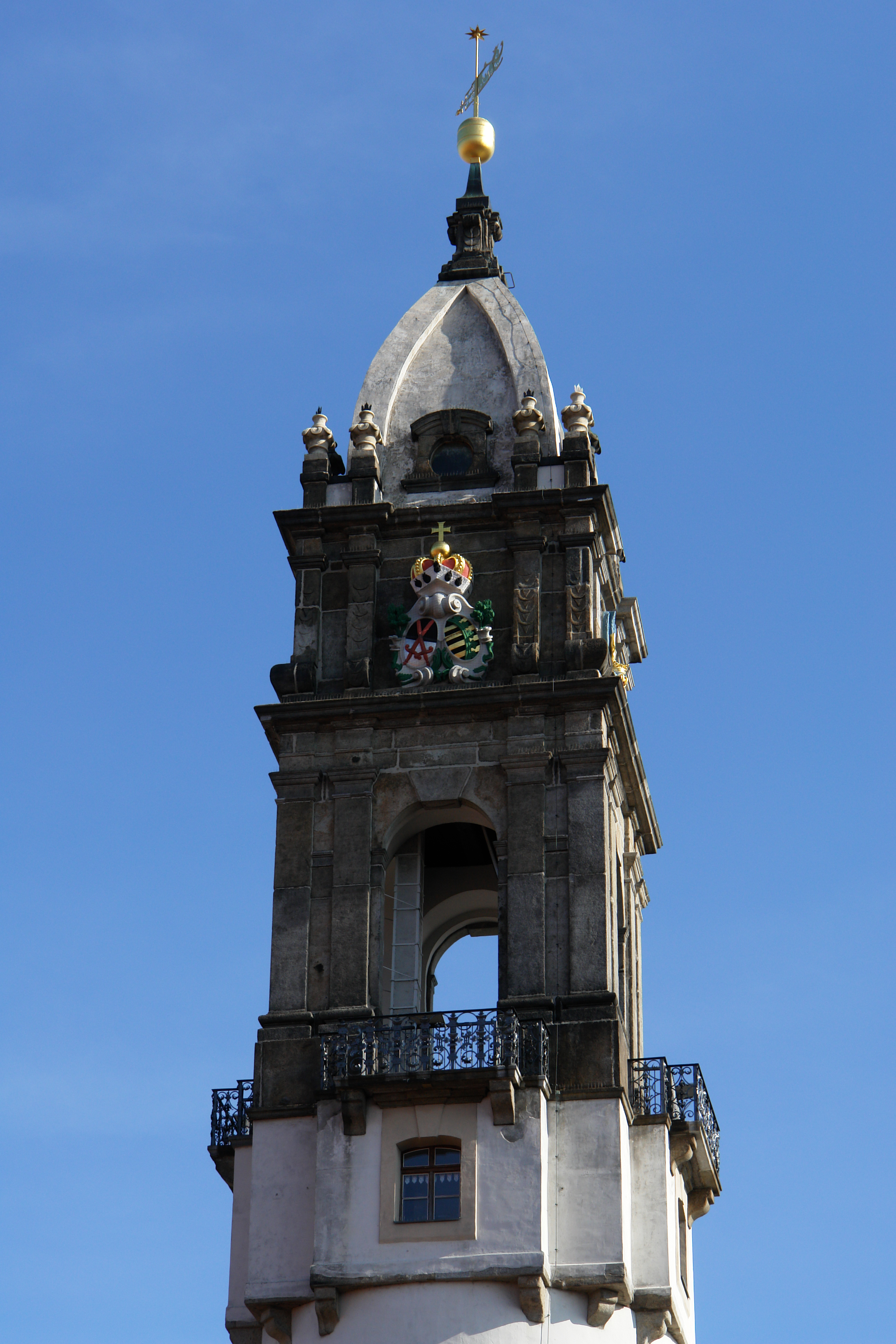
Der Barockaufsatz auf dem Reichenturm

Am 22. April 1709 wurde der Reichenturm ein weiteres Mal durch einen Stadtbrand zerstört, der in diesem Fall in der Hauensteinergasse begann. Aufgrund fehlender finanzieller Mittel blieb der Turm bis ins Jahr 1715 als Ruine stehen. Zur Beschaffung des notwendigen Kapitals veranstaltete der Rat der Stadt im Jahr 1714 eine Lotterie, deren Ziehung am 4. Februar 1715 stattfand. Bereits am 6. April 1715 begann der Wiederaufbau des Reichenturms. Um weiteren Feuergefahren vorzubeugen, sollte der obere Teil des Turms nunmehr in massiver Bauweise erfolgen. Infolge erhielt der Turm den heute sichtbaren markanten Barockaufsatz. Der Entwurf hierfür entstammt von Johann Christoph von Naumann. Ausgeführt wurde der Ausbau vom Baumeister Johann Christoph Steinert, der 1718 den Bau vollendete.
Den Überlieferungen nach wurde im Zuge des Umbaus ein durch das Feuer stark beschädigtes Stockwerk des runden unteren Teils abgetragen und an dessen Stelle eine Wohnung für einen Türmer errichtet. Zudem wurden angesichts der zu erwartenden schweren Last des geplanten neuen massiven oberen Teils des Turms vier Pfeiler in den Winkeln und ein fünfter Pfeiler in der Mitte der Wendeltreppe errichtet. Am oberen Teil des Turms wurden zwei kurfürstliche Wappen und zwei Stadtwappen angebracht. Mit dem neuen Aufsatz erreichte der Turm die heutige Höhe von 56 m.
Am 8. Dezember 1721 wurde außerdem eine neue Uhrschelle an den Reichenturm angebracht. Der Turm wurde den Überlieferungen nach im Jahr 1797 umfassend saniert; insbesondere wurde die Turmkugel, nebst Fahne und Stern überarbeitet. 1840 wurde ein Blitzableiter installiert und 1868 erneut Ausbesserungsarbeiten am Turm und an der Turmkugel, nebst Fahne und Stern vorgenommen. 2016 erfolgt eine gründliche Sanierung der Außenhülle mit Turmhaube. Zuletzt war der Turm 1991/93 umfassend restauriert worden.

## Neigung des Turms

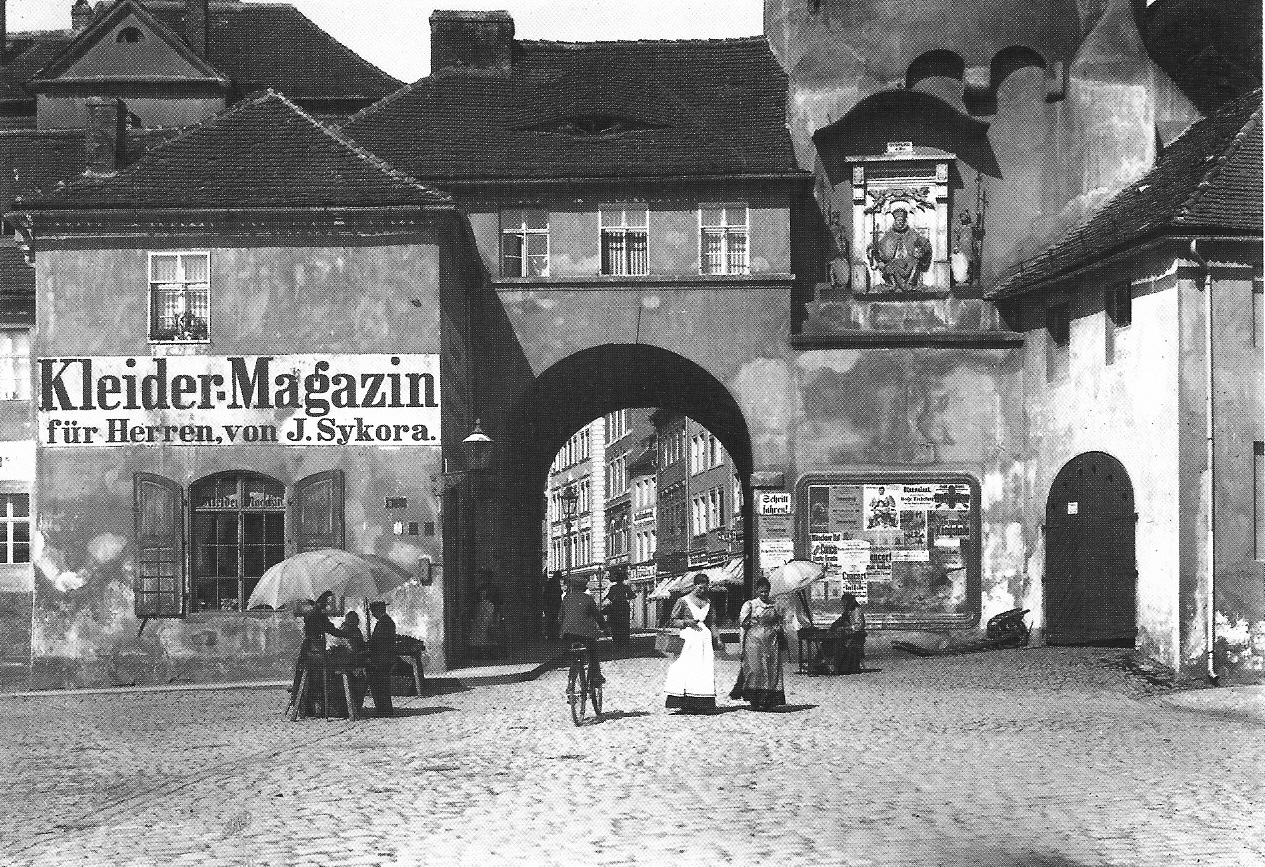
Blick durch das Reichentor vor 1910

In den nachfolgenden Jahren nach Fertigstellung des massiven oberen Teils des Turms kamen Bedenken bezüglich der Tragkraft des Turms auf. Daraufhin wurden im Jahr 1747 im Auftrag des Rates der Stadt mehrere Untersuchungen am Turm vorgenommen. Dabei wurde festgestellt, dass die Spitze des Turms mehr als eine halbe Elle in Richtung Reichengasse und Steingasse vom Lot abweicht. Als Grund hierfür wurde das verarbeitete, teilweise mangelhafte Material und die Folgen der Brände in der Vergangenheit gesehen. Infolge wurde angeregt, einen Teil des neuen massiven Barockaufbaus bis zum Glockenstuhl wieder abzutragen und durch eine hölzerne, mit Blei und Kupfer bedeckte Kuppel zu ersetzen. Diese Vorschläge wurden aus unbekannten Gründen nie umgesetzt.
Nach heutigen Ansichten erwies sich das 80 cm tief begründete Fundament für die späteren massiven Aufbauten als unzureichend. Allerdings hatte man sich bereits bei der Erbauung des massiven oberen Teils des Turms mit dem Untergrund befasst und damals festgestellt, dass der Turm auf festem Felsgestein steht; die zusätzlich errichteten fünf Pfeiler sollten lediglich der zusätzlichen Sicherheit dienen. Erst 1953/54 konnte der Neigungsbewegung durch eine Befestigung des Fundaments Einhalt geboten werden. Noch immer weicht der Turm an seiner Spitze um 1,44 m von der Senkrechten ab. Der Reichenturm wird daher auch als der Schiefe Turm von Bautzen bezeichnet.

## Besonderheiten
An den Reichenturm schloss sich das Reichentor an. Das Tor bestand aus vier hintereinander liegenden gotischen Torbögen und dem Mauerrondell. Das Reichentor wurde 1837 weitgehend abgerissen. Nur der innere Bogen blieb als Rundbogen erhalten. 1968 wurde die Fernverkehrsstraße 6 wegen des Baus eines heute nicht mehr existenten Hochhauses am Kornmarkt für einige Jahre auf die Reichenstraße verlegt, sodass auch der letzte Bogen dem Verkehr weichen musste.

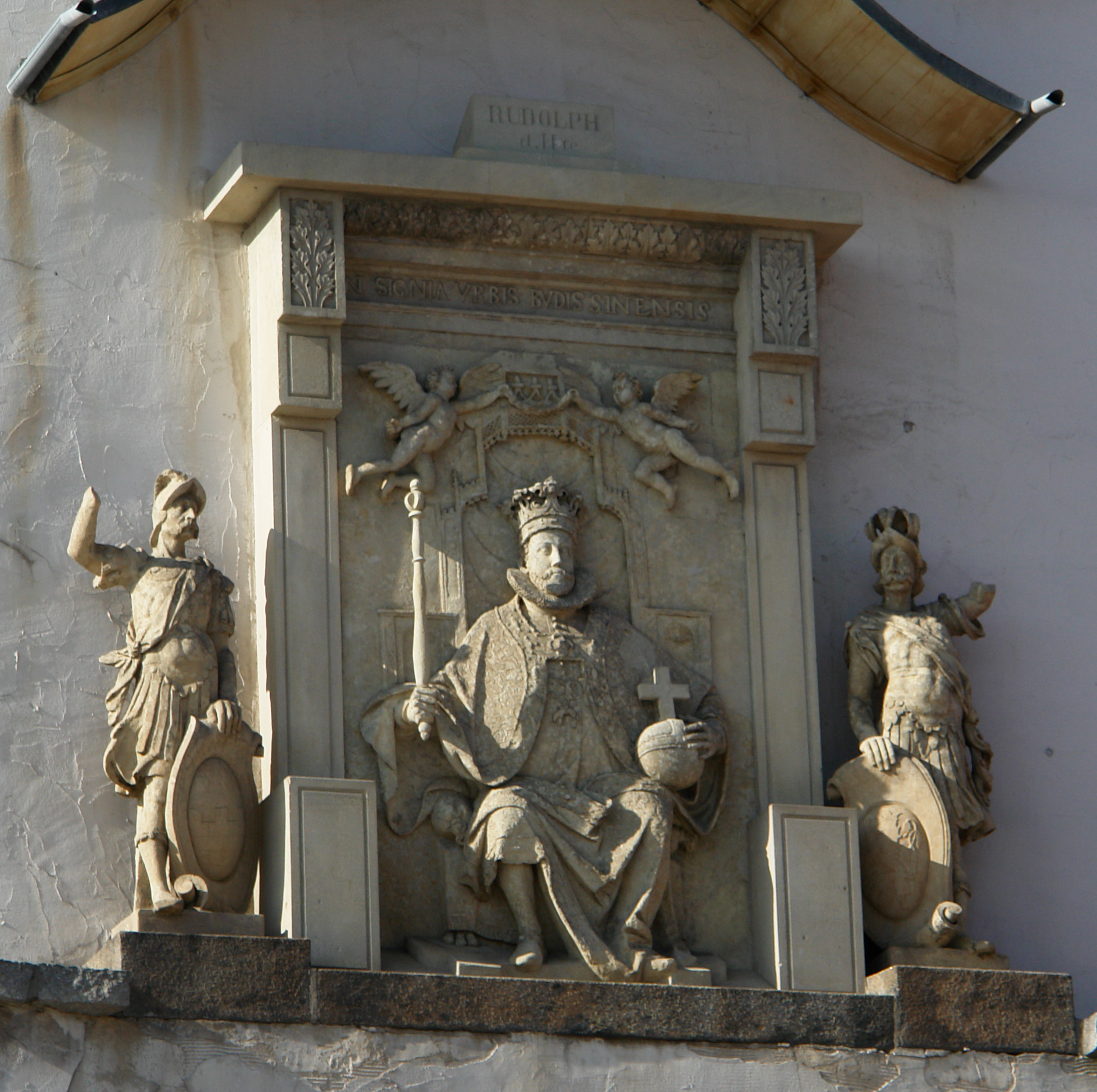
Relief am Reichenturm vor der Rekonstruktion

Auf der Ostseite des Turms ist ein 2 m hohes Bildnis von Jacob Michael aus dem Jahr 1593 angebracht, das Kaiser Rudolf II. nebst zwei Herolden darstellt. Es ist das einzige monumentale Denkmal der Frühen Neuzeit für diesen bedeutenden Herrscher. Das Relief befand sich ursprünglich am Reichentor und drückt mit hoher Wahrscheinlichkeit die Unterstützung der Stadtväter für den Krieg gegen die Türken aus. Nach einer Konservierung im Jahr 1994 wurde das Relief im Jahr 2011 vollständig rekonstruiert und die fehlenden Teile ersetzt.
Auf der nördlichen Seite des Turms befinden sich noch heute Überreste der Stadtmauer. Diese Überreste zeigen einen Querschnitt der einstigen Befestigungsanlage.

## Trivia
Am 4. Januar 1894 wurde die Fahne auf der Turmspitze durch einen starken Sturm abgebrochen, blieb jedoch im abgebrochenen Zustand hängen. Aufgrund der Wetterverhältnisse konnte die Fahne nicht unverzüglich entfernt werden. Infolge wurden zur Gefahrenabwehr in der Umgebung des Turms Absperrböcke mit der Aufschrift: „Die Reichenturmfahne fällt herunter“ aufgestellt. Am frühen Nachmittag des 7. Januar 1894 fiel die abgebrochene Fahne in der Nähe des Tores des Hotels „Zur Weintraube“ herunter. Im selben Jahr wurde die Fahne auf dem Reichenturm durch eine neue ersetzt.